# Marcellinus Comes
Marcellinus Comes (gestorven c. 534) was een Latijnse kroniekschrijver in het Oost-Romeinse Rijk. Hij was Illyriër van geboorte, en bracht het grootste deel van zijn leven door aan het hof van Constantinopel. Dat is ook de focus van zijn bewaard gebleven werk. 

## Kroniek
Slechts één werk van hem is bewaard gebleven, een kroniek (Annales), die een voortzetting was van Eusebius' kerkgeschiedenis. Dit werk beslaat de periode van 379 tot 534, en  waaraan een onbekende schrijver, een vervolg heeft toegevoegd tot 566. Ondanks dat zijn werk in het Latijn is geschreven, beschrijft het vooral gebeurtenissen die in het Oost-Romeinse rijk hebben plaatsgevonden. Informatie over het westelijke deel is grotendeels ontleend uit Historia adversus paganos van Orosius en De viris illustribus van Gennadius en deze komt slechts ter sprake voor zover het betrekking heeft op de hoofdstad Constantinopel. De kroniek staat vol met details en anekdotes over de stad en de rechtbank. Marcellinus was orthodox en heeft weinig goeds te melden over ketters.

## Voetnoten
1. ↑   Brian Croke, Count Marcellinus and his chronicle,  2001, Oxford University Press, ISBN 978-0-19-815001-5, blz. 101